# 德爾洛斯鄉
46°11′N 24°24′E / 46.183°N 24.400°E
德爾洛斯鄉（羅馬尼亞語：Comuna Dârlos, Sibiu），是羅馬尼亞的鄉份，位於該國中部，由錫比烏縣負責管轄，面積41平方公里，海拔高度331米，2007年人口3,423，人口密度每平方公里84人。